# E73 (trasa europejska)
E73 – trasa europejska pośrednia północ-południe (kategorii A), biegnąca przez środkowe Węgry, wschodnią Chorwację (Slawonię) oraz wschodnią Bośnię i Hercegowinę. Ogólna długość trasy E73 wynosi około 693 km. E73 zaczyna się w Budapeszcie.

## Przebieg trasy
Węgry - 203 km
- autostrada M6 od Budapesztu (skrzyżowanie z E60, E66, E71, E75 i E77) do Dunaújaváros,
- droga krajowa nr 6 do Szekszárd,
- droga krajowa nr 56 przez Mohacz do przejścia granicznego Udvar - Duboševica.

 Chorwacja - 116 km
- droga krajowa nr 7 przez Osijek, Đakovo (obwodnica) i Velika Kopanica (skrzyżowanie się z trasą europejską E70 – chorwacką autostradą A3; węzeł Velika Kopanica) do przejścia granicznego Slavonski Šamac - Bosanski Šamac (most na Sawie).

 Bośnia i Hercegowina - 363 km
- droga krajowa nr 17 przez Zenicę, Sarajewo i Mostar do przejścia granicznego Metković - Doljani (Na odcinku od wsi Kaonik na południe od Zenicy do Sarajewa biegnie razem z trasą E761).

 Chorwacja - 11 km
- droga krajowa nr 9 do miasteczka Opuzen (skrzyżowanie z trasą E65).

## Stary system numeracji
Do 1985 obowiązywał poprzedni system numeracji, według którego oznaczenie E73 dotyczyło trasy: Kolonia – Hamm. Arteria E73 zaliczana była do kategorii „B”, w której znajdowały się trasy europejskie będące odgałęzieniami oraz łącznikami.

### Drogi w ciągu dawnej E73
Lista dróg opracowana na podstawie materiału źródłowego
| Niemcy Zachodnie | - autostrada A1: Köln – Wuppertal – Dortmund – Kamen - autostrada A2: Kamen – Hamm – Bad Oeynhausen |